# Tỉnh trưởng Chính phủ Nhân dân tỉnh Thanh Hải
Tỉnh trưởng Chính phủ Nhân dân tỉnh Thanh Hải (tiếng Trung: 青海省人民政府省长, bính âm: Qīng Hǎi shěng rénmín zhèngfǔ shěng zhǎng, Thanh Hải tỉnh Nhân dân Chính phủ Tỉnh trưởng) được bầu cử bởi Đại hội Đại biểu nhân dân tỉnh Thanh Hải, lãnh đạo bởi thành viên của Đảng Cộng sản Trung Quốc. Cán bộ, công chức lãnh đạo, là Tỉnh trưởng Chính phủ Nhân dân tỉnh Thanh Hải có cấp bậc Bộ trưởng, thường là Ủy viên Ủy ban Trung ương Đảng Cộng sản Trung Quốc các khóa. Tỉnh trưởng Chính phủ Nhân dân là lãnh đạo thứ hai của tỉnh, đứng sau Bí thư Tỉnh ủy. Tỉnh trưởng Chính phủ Nhân dân tỉnh Thanh Hải đồng thời là Phó Bí thư Tỉnh ủy tỉnh Thanh Hải.
Ngày 01 tháng 1 năm 1950, chính quyền tỉnh Thanh Hải chính thức được thành lập, lấy Tây Ninh làm thủ phủ. Chính phủ Cộng hòa Nhân dân Trung Hoa vẫn duy trì ranh giới từ trước đó của Thanh Hải.
Trong lịch sử Cộng hòa Nhân dân Trung Hoa, chức vụ Tỉnh trưởng Chính phủ Nhân dân tỉnh Thanh Hải có các tên gọi là Chủ tịch Chính phủ Nhân dân tỉnh Thanh Hải (1950 - 1955), Tỉnh trưởng Ủy ban Nhân dân tỉnh Thanh Hải (1955 - 1967), Chủ nhiệm Ủy ban Quân Giải phóng Nhân dân Trung Quốc Kiểm soát tỉnh Thanh Hải (1967 - 1968), Chủ nhiệm Ủy ban Cách mạng tỉnh Thanh Hải (1968 - 1979), và Tỉnh trưởng Chính phủ Nhân dân tỉnh Thanh Hải (1979 đến nay). Tất cả các tên gọi này dù khác nhau nhưng cùng có ý nghĩa là Thủ trưởng Hành chính tỉnh Thanh Hải, tức nghĩa Tỉnh trưởng Chính phủ Nhân dân tỉnh Thanh Hải hiện nay.
Tỉnh trưởng Chính phủ Nhân dân tỉnh Thanh Hải hiện tại là Tín Trường Tinh.

## Lịch sử

Bản đồ tỉnh Thanh Hải, Trung Quốc

Thanh Hải là một tỉnh hiện gặp nhiều khó khăn về kinh tế. Năm 2018, Thanh Hải có 5,9 triệu dân, GDP danh nghĩa đạt 188,5 tỉ NDT (29,9 tỉ USD), chỉ số GDP đầu người đạt 47.690 NDT (tương ứng 7,207 USD). Chính phủ Nhân dân tỉnh Thanh Hải là cơ quan chủ yếu quản lý vấn đề kinh tế tỉnh, phát triển kinh tế tỉnh.
Vào tháng 1 năm 1950, Ủy ban Chính trị và Quân sự Nhân dân tỉnh Thanh Hải cũ được tổ chức lại để thành lập Chính phủ Nhân dân tỉnh Thanh Hải. Từ 1950 đến 1955 có ba Chủ tịch gồm Triệu Thọ Sơn (1950 – 1952), Trương Trọng Lương (1952 – 1954), Tôn Tác Tân (1954 – 1955). Vào tháng 1 năm 1955, cơ quan được đổi tên thành Ủy ban Nhân dân tỉnh Thanh Hải. Các vị Tỉnh trưởng Ủy ban Nhân dân gồm Tôn Tác Tân (1955 – 1958), Tôn Quân Nhất, (1955), Viên Nhiệm Viễn (1958 – 1962), Vương Chiêu (1962 – 1967).
Tháng 8 năm 1967, cơ được đổi thành Ủy ban Cách mạng tỉnh Thanh Hải, Lưu Hiện Quyền làm Thủ trưởng 10 năm (1967 – 1977), tiếp theo là Đàm Khải Long (1977 – 1979). Tháng 8 năm 1979, Ủy ban Cách mạng tỉnh Thanh Hải bị bãi bỏ và Chính phủ Nhân dân tỉnh Thanh Hải được tái lập. Tỉnh trưởng Chính phủ Nhân dân tỉnh Thanh Hải từ đó đến nay gồm Trương Quốc Thanh (1979 – 1982), Hoàng Tĩnh Ba (1982 – 1985), Tống Thụy Tường (1985 – 1989), Kim Cơ Bằng (1989 – 1992), Điền Thành Bình (1992 – 1997), Bạch Ân Bồi (1997 – 1999), Dương Truyền Đường (2003 – 2004). Từ năm 1999 đến nay, trong số các Tỉnh trưởng Thanh Hải có tới sáu Ủy viên Ủy ban Trung ương Đảng Cộng sản Trung Quốc khóa XIX đang công tác chưa về hưu, gồm Triệu Lạc Tế, Tống Tú Nham (nữ), Lạc Huệ Ninh, hiện là Bí thư Tỉnh ủy tỉnh Sơn Tây, Hác Bằng, hiện là Bí thư Đảng ủy, Chủ nhiệm Ủy ban Giám sát và Quản lý Tài sản Nhà nước Trung Quốc, Vương Kiến Quân, Bí thư Tỉnh ủy tỉnh Thanh Hải và Lưu Ninh, đương nhiệm Tỉnh trưởng Chính phủ Nhân dân tỉnh Thanh Hải. 

Thanh Hải

Lịch sử Chính phủ Nhân dân tỉnh Thanh Hải chỉ có một vị lãnh đạo quốc gia từng giữ vị trí Thủ trưởng tỉnh, đó là Triệu Lạc Tế (1957 -), Ủy viên Ban Thường vụ Bộ Chính trị Đảng Cộng sản Trung Quốc khóa XIX (lãnh đạo thứ sáu), Bí thư Ủy ban Kiểm tra Kỷ luật Trung ương Đảng Cộng sản Trung Quốc, nguyên Trưởng Ban Tổ chức Trung ương Đảng Cộng sản Trung Quốc, nguyên Bí thư Ban Bí thư Trung ương Đảng Cộng sản Trung Quốc. Ông là người trẻ nhất trong số bảy lãnh đạo quốc gia hiện tại, từng là Tỉnh trưởng Chính phủ Nhân dân tỉnh Thanh Hải, giai đoạn (1999 – 2003), khi chỉ mới 42 tuổi. Ông sinh ra ở Tây Ninh, Thanh Hải. Triệu Lạc Tế là một trong những phụ tá của Tập Cận Bình, hiện đang là Lãnh đạo Quốc gia vị trí thứ sáu Cộng hòa Nhân Dân Trung Hoa, người trẻ nhất trong số bảy Lãnh đạo Quốc gia hiện tại.

## Danh sách Tỉnh trưởng Chính phủ Nhân dân tỉnh Thanh Hải
Từ năm 1949 tính đến hiện tại, Chính phủ Nhân dân tỉnh Thanh Hải có 21 Tỉnh trưởng Chính phủ Nhân dân.
| STT                                                        | Tên                                                      | Quê quán                                                 | Sinh năm                                                 | Nhiệm kỳ                                                 | Chức vụ về sau (gồm hiện) | Chức vụ trước, tình trạng                                                     |
| Chủ tịch Chính phủ Nhân dân tỉnh Thanh Hải (1950 - 1955)   | Chủ tịch Chính phủ Nhân dân tỉnh Thanh Hải (1950 - 1955) | Chủ tịch Chính phủ Nhân dân tỉnh Thanh Hải (1950 - 1955) | Chủ tịch Chính phủ Nhân dân tỉnh Thanh Hải (1950 - 1955) | Chủ tịch Chính phủ Nhân dân tỉnh Thanh Hải (1950 - 1955) | Chủ tịch Chính phủ Nhân dân tỉnh Thanh Hải (1950 - 1955) | Chủ tịch Chính phủ Nhân dân tỉnh Thanh Hải (1950 - 1955)                      |
| ---------------------------------------------------------- | -------------------------------------------------------- | -------------------------------------------------------- | -------------------------------------------------------- | -------------------------------------------------------- | --- | ----------------------------------------------------------------------------- |
| 1                                                          | Triệu Thọ Sơn                                            | Tây An, Thiểm Tây                                        | 1894 - 1965                                              | 01/1950 - 11/1952                                        | Nguyên Ủy viên Ủy ban Cố vấn Trung ương Đảng Cộng sản Trung Quốc, Nguyên Bí thư Tỉnh ủy tỉnh Thanh Hải, Nguyên Tỉnh trưởng Chính phủ Nhân dân tỉnh Thiểm Tây. | Qua đời năm 1965 tại Bắc Kinh.                                                |
| 2                                                          | Trương Trọng Lương                                       | Diệu Châu, Thiểm Tây                                     | 1907 - 1983                                              | 11/1952 - 06/1954                                        | Nguyên Bí thư Tỉnh ủy tỉnh Thanh Hải, Nguyên Bí thư Tỉnh ủy tỉnh Cam Túc. | Qua đời năm 1983 ở Nam Kinh.                                                  |
| 3                                                          | Tôn Tác Tân                                              | Tây An, Thiểm Tây                                        | 1909 - 2002                                              | 06/1954 - 02/1955                                        | Nguyên Ủy viên thường vụ Ủy ban Toàn quốc Hội nghị Hiệp thương Chính trị Nhân dân Trung Quốc. | Qua đời năm 2002 tại Tây An.                                                  |
| Tỉnh trưởng Ủy ban Nhân dân tỉnh Thanh Hải (1955 - 1967)   |                                                          |                                                          |                                                          |                                                          | |                                                                               |
| 3                                                          | Tôn Tác Tân                                              | Tây An, Thiểm Tây                                        | 1909 - 2002                                              | 02/1955 - 03/1958                                        | Nguyên Ủy viên thường vụ Ủy ban Toàn quốc Hội nghị Hiệp thương Chính trị Nhân dân Trung Quốc. | Qua đời năm 2002 tại Tây An.                                                  |
| 4                                                          | Tôn Quân Nhất                                            | Diên An, Thiểm Tây                                       | (?) - 1967                                               | 03/1958 - 06/1958                                        | Nguyên Quyền Tỉnh trưởng Ủy ban Nhân dân tỉnh Thanh Hải. | Qua đời năm 1967 tại Miên Dương.                                              |
| 5                                                          | Viên Nhiệm Viễn                                          | Từ Lợi, Hồ Nam                                           | 1898 - 1986                                              | 06/1958 - 06/1962                                        | Nguyên Ủy viên Ủy ban Cố vấn Trung ương Đảng Cộng sản Trung Quốc, Nguyên Ủy viên thường vụ Ủy ban Toàn quốc Hội nghị Hiệp thương Chính trị Nhân dân Trung Quốc. Nguyên Ủy viên Ủy ban Thường vụ Đại hội Đại biểu Nhân dân Toàn quốc Cộng hòa Nhân dân Trung Hoa, Nguyên Thứ trưởng Bộ Dân chính Trung Quốc.                                                           | Qua đời năm 1986 tại Bắc Kinh.                                                |
| 6                                                          | Vương Chiêu                                              | Thạch Gia Trang, Hà Bắc                                  | 1917 - 1970                                              | 06/1962 - 03/1967                                        | Nguyên Bí thư thứ nhất Tỉnh ủy tỉnh Thanh Hải, Nguyên Thứ trưởng Bộ Công an Cộng hòa Nhân dân Trung Hoa. | Qua đời năm 1970 tại Tây Ninh, Thanh Hải.                                     |
| Chủ nhiệm Ủy ban Cách mạng tỉnh Thanh Hải (1967 - 1979)    |                                                          |                                                          |                                                          |                                                          | |                                                                               |
| 7                                                          | Lưu Hiện Quyền                                           | Cát An, Giang Tây                                        | 1914 - 1992                                              | 11/1967 - 02/1977                                        | Nguyên Bí thư thứ nhất Tỉnh ủy tỉnh Thanh Hải. | Qua đời năm 1992 tại Tế Nam.                                                  |
| 8                                                          | Đàm Khải Long                                            | Cát An, Giang Tây                                        | 1913 - 2003                                              | 02/1977 - 04/1979                                        | Nguyên Ủy viên Ủy ban Cố vấn Trung ương Đảng Cộng sản Trung Quốc. | Qua đời năm 2003 tại Tế Nam.                                                  |
| Tỉnh trưởng Chính phủ Nhân dân tỉnh Thanh Hải (1979 - nay) |                                                          |                                                          |                                                          |                                                          | |                                                                               |
| 9                                                          | Trương Quốc Thanh                                        | Lâm Phần, Sơn Tây                                        | 1912 - 1997                                              | 04/1979 - 12/1982                                        | Nguyên Ủy viên thường vụ Ủy ban Toàn quốc Hội nghị Hiệp thương Chính trị Nhân dân Trung Quốc. | Qua đời năm 1997 tại Hải Khẩu.                                                |
| 10                                                         | Hoàng Tĩnh Ba                                            | Du Lâm, Thiểm Tây                                        | 1919 - 2014                                              | 12/1982 - 08/1985                                        | Nguyên Ủy viên thường vụ Ủy ban Toàn quốc Hội nghị Hiệp thương Chính trị Nhân dân Trung Quốc. | Qua đời năm 2014 tại Bắc Kinh.                                                |
| 11                                                         | Tống Thụy Tường                                          | Thường Châu, Giang Tô                                    | 1939 -                                                   | 08/1985 - 11/1989                                        | Nguyên Bộ trưởng Bộ Địa chất và Tài nguyên khoáng sản Trung Quốc. | Trước đó là Phó Bí thư Tỉnh uỷ tỉnh Thanh Hải.                                |
| 12                                                         | Kim Cơ Bằng                                              | Nam Kinh, Giang Tô                                       | 1934 - 2009                                              | 11/1989 - 12/1992                                        | Nguyên Ủy viên thường vụ Ủy ban Toàn quốc Hội nghị Hiệp thương Chính trị Nhân dân Trung Quốc, Nguyên Phó Tổng Kiểm toán Ủy ban Kiểm toán Nhà nước Trung Quốc. | Qua đời năm 2009 ở Nam Kinh.                                                  |
| 13                                                         | Điền Thành Bình                                          | Đại Danh, Hà Bắc                                         | 1945 -                                                   | 12/1992 - 04/1997                                        | Nguyên Bộ trưởng Bộ Lao động và An sinh xã hội Trung Quốc, Nguyên Bí thư Tỉnh ủy tỉnh Sơn Tây, Nguyên Bí thư Tỉnh ủy tỉnh Thanh Hải. | Trước đó là Phó Bí thư Tỉnh uỷ tỉnh Thanh Hải.                                |
| 14                                                         | Bạch Ân Bồi                                              | Thanh Giản, Thiểm Tây                                    | 1946 -                                                   | 04/1997 - 08/1999                                        | Nguyên Bí thư Tỉnh ủy tỉnh Vân Nam, Nguyên Bí thư Tỉnh ủy tỉnh Thanh Hải. | Trước đó là Phó Bí thư Tỉnh uỷ tỉnh Thanh Hải.                                |
| 15                                                         | Triệu Lạc Tế                                             | Quê ở Tây An Thiểm Tây. Sinh ra ở Tây Ninh, Thanh Hải    | 1957 -                                                   | 08/1999 - 10/2003                                        | Ủy viên Ban Thường vụ Bộ Chính trị Đảng Cộng sản Trung Quốc khóa XIX (lãnh đạo thứ sáu), Bí thư Ủy ban Kiểm tra Kỷ luật Trung ương Đảng Cộng sản Trung Quốc, Nguyên Trưởng Ban Tổ chức Trung ương Đảng Cộng sản Trung Quốc, Nguyên Bí thư Ban Bí thư Trung ương Đảng Cộng sản Trung Quốc, Nguyên Bí thư Tỉnh ủy tỉnh Thiểm Tây, Nguyên Bí thư Tỉnh ủy tỉnh Thanh Hải. | Lãnh đạo Quốc gia đương nhiệm, Trước đó là Phó Bí thư Tỉnh uỷ tỉnh Thanh Hải. |
| 16                                                         | Dương Truyền Đường                                       | Đức Châu, Sơn Đông                                       | 1954 -                                                   | 10/2003 - 01/2004                                        | Phó Chủ tịch Ủy ban Toàn quốc Hội nghị Hiệp thương Chính trị Nhân dân Trung Quốc, Bí thư Đảng ủy Bộ Giao thông Vận tải Trung Quốc, Nguyên Bộ trưởng Bộ Giao thông Vận tải Trung Quốc, Nguyên Bí thư Khu ủy Khu tự trị Tây Tạng. | Trước đó là Phó Bí thư Tỉnh uỷ tỉnh Thanh Hải.                                |
| 17                                                         | Tống Tú Nham                                             | Thiên Tân                                                | 1955 -                                                   | 12/2004 - 01/2010                                        | Ủy viên Ủy ban Trung ương Đảng Cộng sản Trung Quốc khóa XIX, Phó Chủ nhiệm Ủy ban Kinh tế, Hội nghị Hiệp thương Chính trị Nhân dân Trung Quốc, Nguyên Bí thư thứ nhất Hội liên hiệp Phụ nữ Trung Quốc, Nguyên Phó Chủ tịch Hội liên hiệp Phụ nữ Trung Quốc. | Đồng chí nữ, trước đó là Phó Bí thư Tỉnh uỷ tỉnh Thanh Hải.                   |
| 18                                                         | Lạc Huệ Ninh                                             | Đang Đồ, An Huy                                          | 1954 -                                                   | 01/2010 - 04/2013                                        | Ủy viên Ủy ban Trung ương Đảng Cộng sản Trung Quốc khóa XIX, Bí thư Tỉnh ủy tỉnh Sơn Tây, Chủ nhiệm Ủy ban Thường vụ Đại hội Đại biểu Nhân dân tỉnh Sơn Tây, nguyên Bí thư Tỉnh ủy tỉnh Thanh Hải. | Trước đó là Phó Bí thư Tỉnh uỷ tỉnh Thanh Hải.                                |
| 19                                                         | Hác Bằng                                                 | Phượng Tường, Thiểm Tây                                  | 1960 -                                                   | 04/2013 - 12/2016                                        | Ủy viên Ủy ban Trung ương Đảng Cộng sản Trung Quốc khóa XIX, Bí thư Đảng ủy, Chủ nhiệm Ủy ban Giám sát và Quản lý Tài sản Nhà nước Trung Quốc. | Trước đó là Phó Bí thư Tỉnh uỷ tỉnh Thanh Hải.                                |
| 20                                                         | Vương Kiến Quân                                          | Thập Yển, Hồ Bắc                                         | 1958 -                                                   | 12/2016 - 08/2018                                        | Ủy viên Ủy ban Trung ương Đảng Cộng sản Trung Quốc khóa XIX, Bí thư Tỉnh ủy tỉnh Thanh Hải, Chủ nhiệm Ủy ban Thường vụ Đại hội Đại biểu Nhân dân tỉnh Thanh Hải. | Trước đó là Phó Bí thư Tỉnh uỷ tỉnh Thanh Hải.                                |
| 21                                                         | Lưu Ninh                                                 | Bạch Sơn, Cát Lâm.                                       | 1962 -                                                   | 08/2018 -                                                | Ủy viên dự khuyết Ủy ban Trung ương Đảng Cộng sản Trung Quốc khóa XIX, Tỉnh trưởng Liêu Ninh. | Trước đó là Phó Bí thư Tỉnh uỷ tỉnh Thanh Hải.                                |
| 22                                                         | Tín Trường Tinh                                          | Tân Châu Sơn Đông.                                       | 1963                                                     | 08/2020                                                  | Phó Bí thư Tỉnh ủy tỉnh Thanh Hải, Tỉnh trưởng Chính phủ Nhân dân tỉnh Thanh Hải. | Trước đó là Phó Bí thư Tỉnh ủy tỉnh An Huy.                                   |

## Tên gọi khác của chức vụ Tỉnh trưởng Chính phủ Nhân dân

#### Chủ tịch Chính phủ Nhân dân tỉnh Thanh Hải (1950 - 1955)

Thanh Hải

- Triệu Thọ Sơn, nguyên Chủ tịch Chính phủ Nhân dân tỉnh Thanh Hải (1950 - 1952).
- Trương Trọng Lương, nguyên Chủ tịch Chính phủ Nhân dân tỉnh Thanh Hải (1952 - 1954).
- Tôn Tác Tân, nguyên Chủ tịch Chính phủ Nhân dân tỉnh Thanh Hải (1954 - 1955).

#### Tỉnh trưởng Ủy ban Nhân dân tỉnh Thanh Hải (1955 - 1967)
- Tôn Tác Tân, nguyên Chủ tịch Chính phủ Nhân dân tỉnh Thanh Hải (1955 - 1958).
- Tôn Quân Nhất, nguyên Chủ tịch Chính phủ Nhân dân tỉnh Thanh Hải (1955).
- Viên Nhiệm Viễn, nguyên Chủ tịch Chính phủ Nhân dân tỉnh Thanh Hải (1958 - 1962).
- Vương Chiêu, nguyên Chủ tịch Chính phủ Nhân dân tỉnh Thanh Hải (1962 - 1967).

#### Chủ nhiệm Ủy ban Quân Giải phóng Nhân dân Trung Quốc Kiểm soát tỉnh Thanh Hải (1967 - 1968)
- Lưu Hiện Quyền, nguyên Chủ nhiệm Ủy ban Quân Giải phóng Nhân dân Trung Quốc kiểm soát tỉnh Thanh Hải (1967 - 1968).

#### Chủ nhiệm Ủy ban Cách mạng tỉnh Thanh Hải (1968 - 1979)
- Lưu Hiện Quyền, nguyên Chủ nhiệm Ủy ban Cách mạng tỉnh Thanh Hải (1968 - 1977).
- Đàm Khải Long, nguyên Chủ nhiệm Ủy ban Cách mạng tỉnh Thanh Hải (1977 - 1979).

## Các lãnh đạo quốc gia Trung Quốc từng là Tỉnh trưởng Chính phủ Nhân dân tỉnh Thanh Hải

Bản đồ Thanh Hải

Trong quãng thời gian từ năm 1950 đến nay, Chính phủ Nhân dân tỉnh Thanh Hải có một lãnh đạo quốc gia từng làm Tỉnh trưởng Chính phủ Nhân dân từ năm 1999 - 2003. Đó là Triệu Lạc Tế.
- Triệu Lạc Tế (1957 -), Ủy viên Ban Thường vụ Bộ Chính trị Đảng Cộng sản Trung Quốc khóa XIX (lãnh đạo thứ sáu), Bí thư Ủy ban Kiểm tra Kỷ luật Trung ương Đảng Cộng sản Trung Quốc, Nguyên Trưởng Ban Tổ chức Trung ương Đảng Cộng sản Trung Quốc, Nguyên Bí thư Ban Bí thư Trung ương Đảng Cộng sản Trung Quốc.

Ông trở thành lãnh đạo quốc gia, vị trí thứ sáu từ năm 2017.
Bên cạnh đó, tỉnh Thanh Hải không có lãnh đạo cao cấp nào từng làm Tỉnh trưởng Chính phủ Nhân dân tỉnh.